# Kryzys mobilizacyjny II wojny światowej w Kanadzie
Kryzys mobilizacyjny II wojny światowej – przesilenie polityczne w Kanadzie, jakie miało miejsce w 1942 w związku z koniecznością ogłoszenia poboru do armii.
Kanada przystąpiła do wojny 10 września 1939. Początkowo nie planowano większego zaangażowania militarnego w Europie, jednak upadek Francji i bitwa o Anglię spowodowały konieczność zwiększenia kanadyjskiego kontyngentu wojskowego za oceanem. Początkowo, podobnie jak podczas I wojny światowej, oparto go na poborze ochotniczym i ponownie popełniono ten sam błąd przydzielając słabo rozumiejących język angielski ochotników z francuskojęzycznego Quebecu do oddziałów anglojęzycznych, zamiast tworzyć jednolite narodowościowo oddziały pod francuskojęzyczną komendą. Wywołało to niezadowolenie w antywojennie nastawionym Quebecu, które przejawiało się w postaci licznych demonstracji, kończących się częstokroć rozruchami.
W roku 1942 po stratach jakie poniosły oddziały kanadyjskie w Hongkongu wystąpiła konieczność ich uzupełnienia w drodze poboru. Będący w opozycji do liberalnego premiera Williama Lyona Mackenzie Kinga konserwatyści wzywali do ogłoszenia mobilizacji. King wiedząc, że działanie to może zakończyć się znacznym spadkiem jego popularności, postanowił odwołać się do ogólnonarodowego plebiscytu. Referendum w sprawie poboru w Kanadzie w 1942 pokazało duże poparcie dla poboru, a jednocześnie ujawniło wyraźne podziały w poglądach na tę sprawę pomiędzy Kanadyjczykami anglo- i francusko-języcznymi. Głos na TAK oddało niemal 65% głosujących, jednak wśród Kanadyjczyków anglojęzycznych poparcie to wynosiło ponad 80%, natomiast wśród frankofonów jedynie 27%.
Premier King rozpisując referendum pragnął przerzucić odpowiedzialność za pobór na społeczeństwo i opozycję, by nie wiązano mobilizacji z jego postacią. Sam na temat konieczności poboru wypowiadał się bardzo enigmatycznie conscription if necessary, but not necesssarilly conscription (pobór jeśli będzie to konieczne, lecz niekoniecznie pobór). Ostatecznie polityka uników Kinga powiodła się. Liberałowie wygrali wybory 1945 roku. 
Pobór nie rozpoczął się do 1944, a spośród powołanych jedynie 13 tysięcy zostało wysłanych do Europy. Pozostała liczba została zdemobilizowana zanim zakończył się cykl szkoleniowy.